# Kallur
Kallur fou un antic principat o palydam de l'Índia, a Tamil Nadu, modern districte de Vellore. En el seu territori hi havia situat el pas del mateix nom, un pas dels Ghats Orientals que discurreix per la vall de Damalcheruru passant per l'antic principat fins a territori d'Andhra Pradesh.